# Dysoxylum yunzaingense
Dysoxylum yunzaingense är en tvåhjärtbladig växtart som beskrevs av Merrill & Perry. Dysoxylum yunzaingense ingår i släktet Dysoxylum och familjen Meliaceae. Inga underarter finns listade i Catalogue of Life.